# Oxyde de césium
Un oxyde de césium est un composé inorganique d'oxygène et de césium. Le plus courant de ces composés a pour formule brute Cs2O, mais les oxydes binaires Cs11O3, Cs4O et Cs7O existent également. Oxydes et sous-oxydes sont tous vivement colorés. L'oxyde de dicésium Cs2O forme des cristaux jaune-orangé hygroscopiques qui donnent de l'hydroxyde de césium (CsOH) au contact de toute trace d'humidité : 
Cs2O + H2O → 2 CsOH.
L'oxyde de césium est réduit par le magnésium en césium élémentaire avec formation d'oxyde de magnésium, :
Cs2O + Mg → 2 Cs + MgO.
L'oxyde de césium est utilisé pour détecter les rayonnements infrarouges dans les photocathodes de dispositifs tels que des amplificateurs de lumière, des photodiodes à vide, des photomultiplicateurs et des caméras vidéo.